# Acvamarin
Acvamarinul (l.latină aqua marina = „apă de mare“) este o varietate a berilului, mineral din grupa alumosilicaților.

## Descriere
Acvamarinul cristalizează în sistemul hexagonal, având formula chimică Be3Al2Si6O18, duritatea 7,5-8 și densitatea 2,6-2,9. Culoarea depinde de conținutul în titan sau fier (albastră spre verzui deschis). Căldura sau lumina puternică pot determina schimbarea culorii cristalului.
Este o piatră prețioasă apreciată și căutată.

## Răspândire

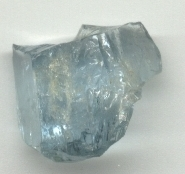
Acvamarin neprelucrat (neșlefuit)

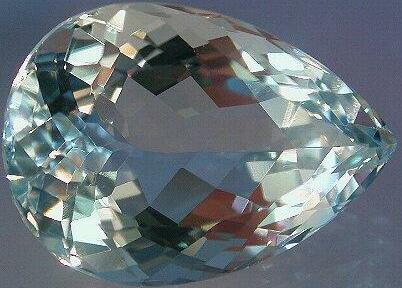
Acvamarin de 12 carate (șlefuit)

Acvamarinul se găsește frecvent în roci ca pegmatitele, granit sau în roci metamorfice ca gnaisurile, sau se mai poate întâlni ca sediment în albiile râurilor.
Cel mai mare cristal de acvamarin găsit până în prezent, a fost descoperit la Marambaia (Brazilia) în anul 1910, având o greutate de 110,5 kg (552500 carate) și o lungime de 48 cm. (1 carat=1/5 grame=0,2 g=200 miligrame).

## Imitații
Au existat numeroase încercări de imitare a culorii albastre a mineralului pornind de la cuarț, spinel, agat colorat sau sticlă albastră (care are însă o duritate mai redusă (5)), prin încălzire la mai multe sute de grade, fiind greu de deosebit mineralele tratate, de cele naturale. Prin asemănarea de culoare, poate fi confundat de asemenea cu turmalina albastră, topazul sau zirconul, însă mineralele amintite au o densitate mai mare decât acvamarinul.